# Музей Трипольской культуры (Переяслав)
Музей Трипольской культуры (укр. Музей Трипільскої культури) — музей, посвященный трипольской культуре, расположенный в городе Переяслав Киевской области по улице Шевченка, 10. Музей Трипольской культуры функционирует в составе Национального историко-этнографического заповедника «Переяслав».

## История
Музей Трипольской культуры в городе Переяслав открылся в 2003 году. Его открытие стало результатом проводимых археологических исследований и раскопок. Во многом, музей создан на основании материалов исследований ученого-археолога Тамары Григорьевны Мовши. Экспонаты, которые были найдены во время раскопок под ее руководством, стали основой экспозиции музея. Вторым инициатором создания музея трипольской культуры стал Михаил Игоревич Сикорский.
Экспозиция музея рассказывает про археологическую культуру медного века.
В экспозиции представлены материалы, которые были собраны на территории 40 поселений трипольской культуры в разных регионах Украины: здесь представлено Побужье, Поднепровье, Поднестровье. Материалы музея позволяют составить понятие о системе обработки земли в медном веке и о первых культурных злаках. Трипольцы достигли определенных успехов в строении домов — они сооружали двухэтажные и одноэтажные дома. Внешний вид этих строений передают глиняные модели жилищ — экспонаты музея. По орнаменту лепной посуды и глиняной пластики можно также судить о том, каким был быт ранних земледельцев, их мифология, обрядность, представления про окружающий мир. Найденные на раскопках остатки ремесленных мастерских позволяют судить о развитии ремесел и промыслов.
В музее проводятся мероприятия, приуроченные к народным праздникам, которые посещают учащиеся школ и ежегодно организовываются выставки к юбилеям выдающихся исследователей-археологов.
В музее, рядом с оригинальными экспонатами трипольской культуры, представлены также и реконструкции. В планах руководства музея создать новый раздел, который был бы целиком посвящен строительству домов в трипольских племенах. Для того, чтобы создание подобной экспозиции стало реальным, необходимо провести детальные исследования жилья трипольцев в поселении Крутуха-Жолоб. Это же поможет воссоздать часть интерьера жилья трипольцев.
Музей расположен по улице Шевченка, 10. Он представляет собой одну из составляющих частей национального историко-этнографического заповедника «Переяслав».

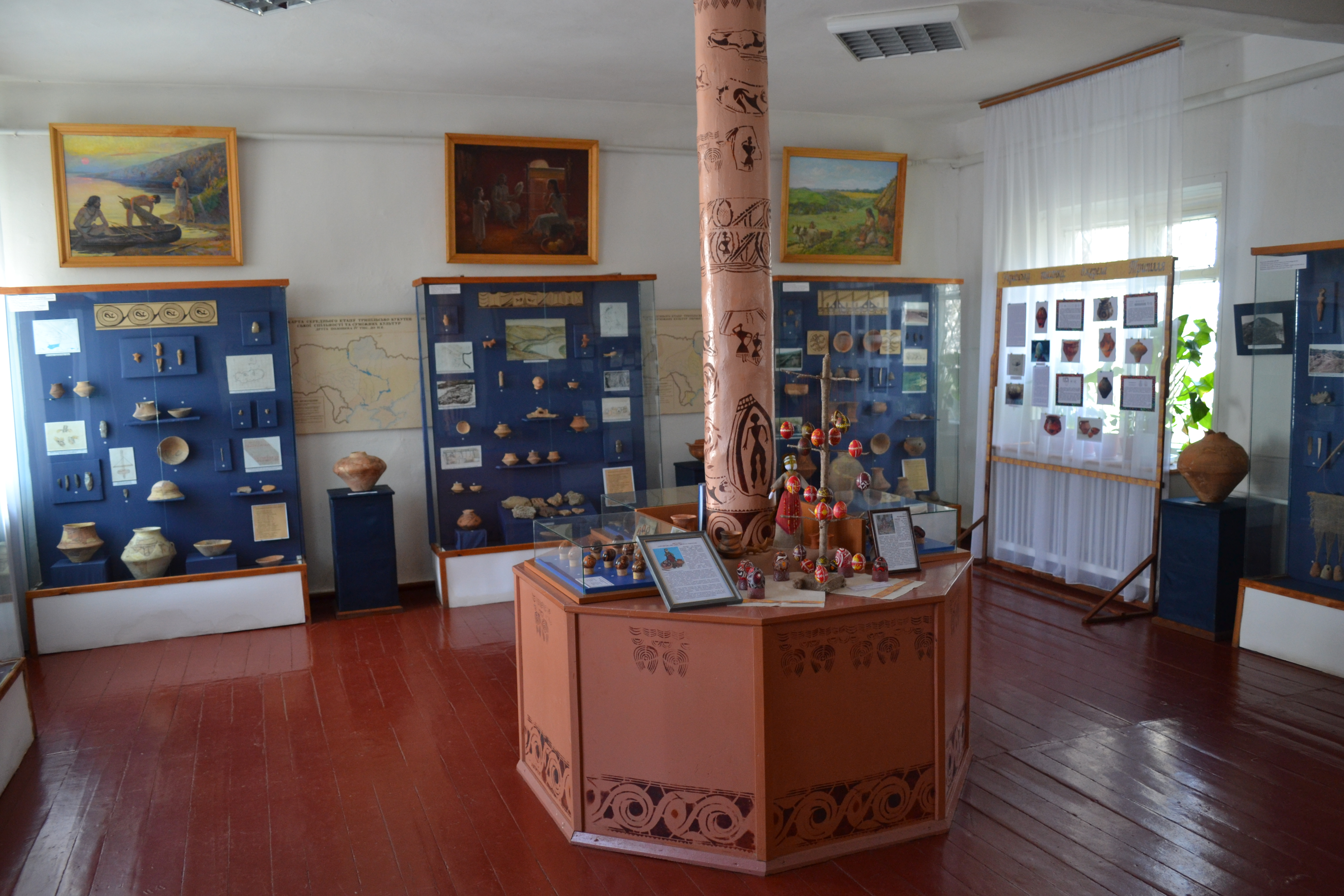
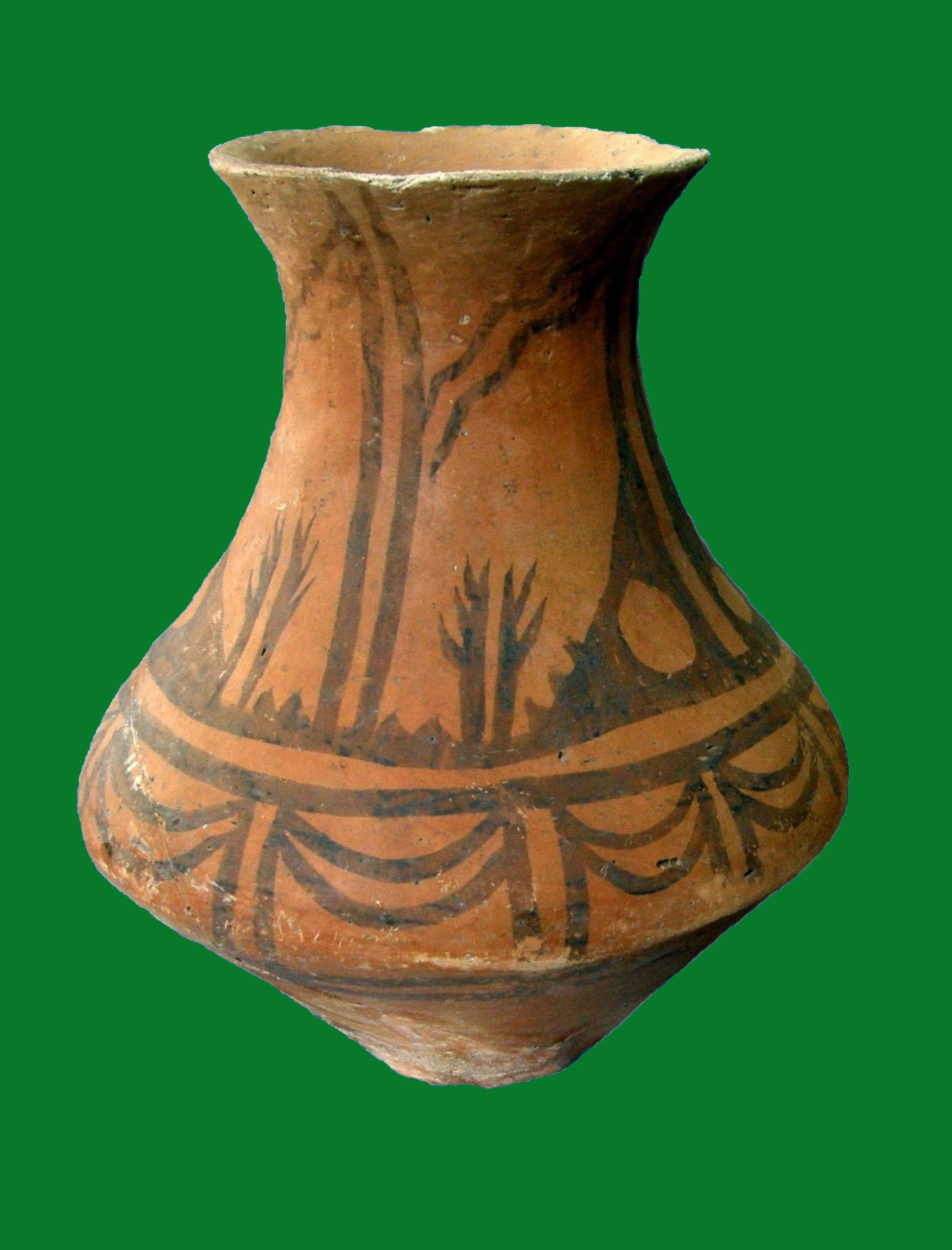